# تمثال كوروليوف وجاجارين
تمثال كوروليوف وجاجارين ، هو منحوتة برونزية ليوري جاجارين وسيرجي كوروليوف التي أنشئها النحات أوليغ كومف، ويقع في مدينة تاغانروغ في شارع تشيخف أمام المبنى إ من أكاديمية الهندسة وتكنولوجيا للجامعة الفيدرالية الجنوبية، في روسيا.

## التمثال
كان جاجارين، على عكس كوروليف، صغير القامة لأنه تم اختيار رواد الفضاء الأوائل بحيث لا يتجاوز طولهم المتر وخمسة وستين سنتيمترا.
لكن المؤلف رغب في التأكيد على أهمية أول رحلة إلي الفضاء والرجل الذي قام بتمجيد اتحاد الجمهوريات الاشتراكية السوفياتية للعالم بأسره، نحت هذا الشكل البرونزي بحجم أكبر من حجم جاجارين حيث كان أكبر من كوروليف.
على قاعدة النحت، في الزاوية الخلفية اليسرى، هناك نقش   O. Komov ، 75.

## تاريخ
تم عرض التمثال في عام 1975 ، في معرض في موسكو. بعد إغلاق المعرض، عرضت المؤسسة الثقافية السوفييتية هذا التمثال في معرض تاغونروغ للتصوير الفوتوغرافي، حيث كان جزء من المجموعة التي عرضت في هذا العام. 
في عام 2002 ، عندما احتفلت الجامعة الإذاعية بعيدها الخمسين، تم نقل التمثال إلى مكان اليوم.